# SV 09 Arnstadt
SV 09 Arnstadt is een Duitse sportclub uit Arnstadt, Thüringen. De club is actief in voetbal, volleybal, tafeltennis, zwemmen, gymnastiek en schaken. De club ontstond in mei 2009 door de fusie tussen BC 07 Arnstadt en SV Arnstadt Rudisleben.

## Geschiedenis

### BC 07 Arnstadt
Op 10 november 1907 werd in het Schellhorns Restaurant de voetbalclub BC 07 Arnstadt opgericht. De eerste wedstrijd werd in 1908 tegen BC Erfurt gespeeld. Na de Eerste Wereldoorlog legde de club zich ook toe op andere sporttakken. Vanaf 1920 speelde de club in de tweede klasse van de Kreisliga Thüringen. In 1924 fuseerde de club met SpVgg 07 Arnstadt en werd zo SuS 07 Arnstadt. SpVgg promoveerde in 1922 naar de Kreisliga. In 1923 werd de Kreisliga ontbonden en werd de Gauliga Nordthüringen ingevoerd als hoogste klasse. 
Na twee seizoenen werd de naam gewijzigd in BC 07 Arnstadt. Na enkele middelmatige seizoenen werd de club eind jaren twintig twee keer derde. Dit werd echter gevolgd door een degradatie in 1929/30. Na één seizoen promoveerde de club weer maar moest na dit seizoen opnieuw een stap terugzetten. Door de invoering van de sterke Gauliga Mitte slaagde de club er niet meer in te promoveren naar de hoogste klasse.
In 1942 werd de club opgedoekt tijdens de Tweede Wereldoorlog. Na de oorlog werd de club niet meer heropgericht. Pas in 1993 werd er nieuw leven geblazen in de club.

### SV Arnstadt/Rudisleben
Op 1 september 1949 werd BSG Podjomnik Rudisleben opgericht. Tot 1999 was Rudisleben nog een zelfstandige gemeente alvorens het een deel van Arnstadt werd. Op 12 mei 1952 fuseerde de club met BSG Nafa Ichtershausen tot BSG Motor Ichtershausen-Rudisleben. Van 1954 tot 1959 speelde de club in de Bezirksliga Erfurt en promoveerde dan naar de II. DDR-Liga, de derde klasse. De volgende jaren pendelde de club tussen derde en vierde klasse en promoveerde in 1964 zelfs naar de DDR-Liga. Na één seizoen degradeerde de club en speelde vervolgens tot 1978 in de Bezirksliga Erfurt en promoveerde weer in 1978 naar de tweede klasse om er nu zes seizoenen te spelen. In 1980 werd de club vierde, het beste resultaat in de geschiedenis. In 1984 werd de tweede klasse van vijf reeksen naar twee gebracht, een zevende plaats volstond niet voor het behoud.
Na de Duitse hereniging werd de naam op 14 juni 1990 gewijzigd in SV Ichtershausen-Rudisleben. Op 3 maart 1995 werd besloten de naam in SV Rudisleben te veranderen. Reden hiervoor was het gebrek aan steun van de gemeente Ichtershausen. De club speelde tot 2002 in de Landesliga Thüringen en keerde daar na een onderbreking van zes jaar terug in 2008. In 2015 degradeerde de club weer. In 2018 keerde de club terug naar de Thüringenliga. In 2021 kon de club promotie afdwingen naar de Oberliga, maar kon daar het behoud niet verzekeren. In 2023 dwong de club opnieuw promotie af. 